# Erik Norén
Erik Verner Norén, född 1 augusti 1899 i Nora församling, Västernorrlands län, död där 30 mars 1960, var en svensk jordbrukare och socialdemokratisk riksdagspolitiker.
Norén var ledamot av riksdagens andra kammare från 1933 i valkretsen Västernorrlands län.